# Meteor Studios
Meteor Studios était un des plus grands studios d'effets-visuel de la cote est canadienne, né en 2001 de l'alliance de Discovery Channel et Evergreen Films. 
Fermé depuis novembre 2007, les studios sont en conflit avec leurs anciens employés.
En mars 2008, l'entreprise est en faillite.

## Films, télévision et documentaires
- When dinosaurs roamed America
- Dinosaur Planet
- Expedition: Bismarck by James Cameron
- Hobbit (jeu)
- Journey to the Center of the Earth (TV)
- Scooby-Doo 2
- Exorcist the beginning
- Catwoman
- Les 4 Fantastiques
- 10.5 Apocalypse
- Slithers
- Destination finale 3
- 300
- Journey 3-D